# 塔利米湖
42°30′28″N 130°44′31″E / 42.50778°N 130.74194°E
塔利米湖（俄语：Тальми），是俄羅斯的湖泊，位於該國中西部，由濱海邊疆區負責管轄，長8.4公里、寬2.8公里，面積37.8平方公里，湖岸線長度52.4公里，最大水深1.5米。